# Aloe beniensis
Aloe beniensis é uma espécie de liliopsida do gênero Aloe, pertencente à família Asphodelaceae.